# Syzran
Syzran (tiếng Nga: Сызрань) là một thành phố Nga. Thành phố này thuộc chủ thể Samara Oblast. Thành phố có dân số 188.107 người (theo điều tra dân số năm 2002). Đây là thành phố lớn thứ 97 của Nga theo dân số năm 2002.

## Lịch sử
Syzran được thành lập vào năm 1683, khi đó còn là một pháo đài. Vùng này đã phát triển thành một trung tâm thương mại quan trọng và mang vị thế thành phố kể từ năm 1796. Nơi đây cũng có cầu Syzran, từng là cây cầu dài nhất ở châu Âu.

## Địa vị hành chính
Trong khuôn khổ các đơn vị hành chính, Syzran (cùng với 3 khu dân cư nông thôn) được hợp nhất thành thành phố trực thuộc tỉnh Syzran, một đơn vị hành chính có địa vị ngang bằng với các huyện. Là một đơn vị đô thị, thành phố trực thuộc tỉnh Syzran được hợp thành Okrug đô thị Syzran.

## Nhân khẩu
Dưới đây là dân số Syzran qua các năm:
| Năm    | 1989    | 2002    | 2010    | 2021    |
| Dân số | 174.335 | 188.107 | 178.750 | 165.199 |

## Kinh tế
Những cơ sở công nghiệp chính trong thành phố là nhà máy lọc dầu lớn do Rosneft quản lý, tuabin cơ khí công nghiệp nặng Tyazhmash và nhà máy điện Syzran.

## Thành phố kết nghĩa
Syzran kết nghĩa với:
- Bình Đỉnh Sơn, Hà Nam, Trung Quốc[9]